# فرمان یک ملک اربابی یک قلعه

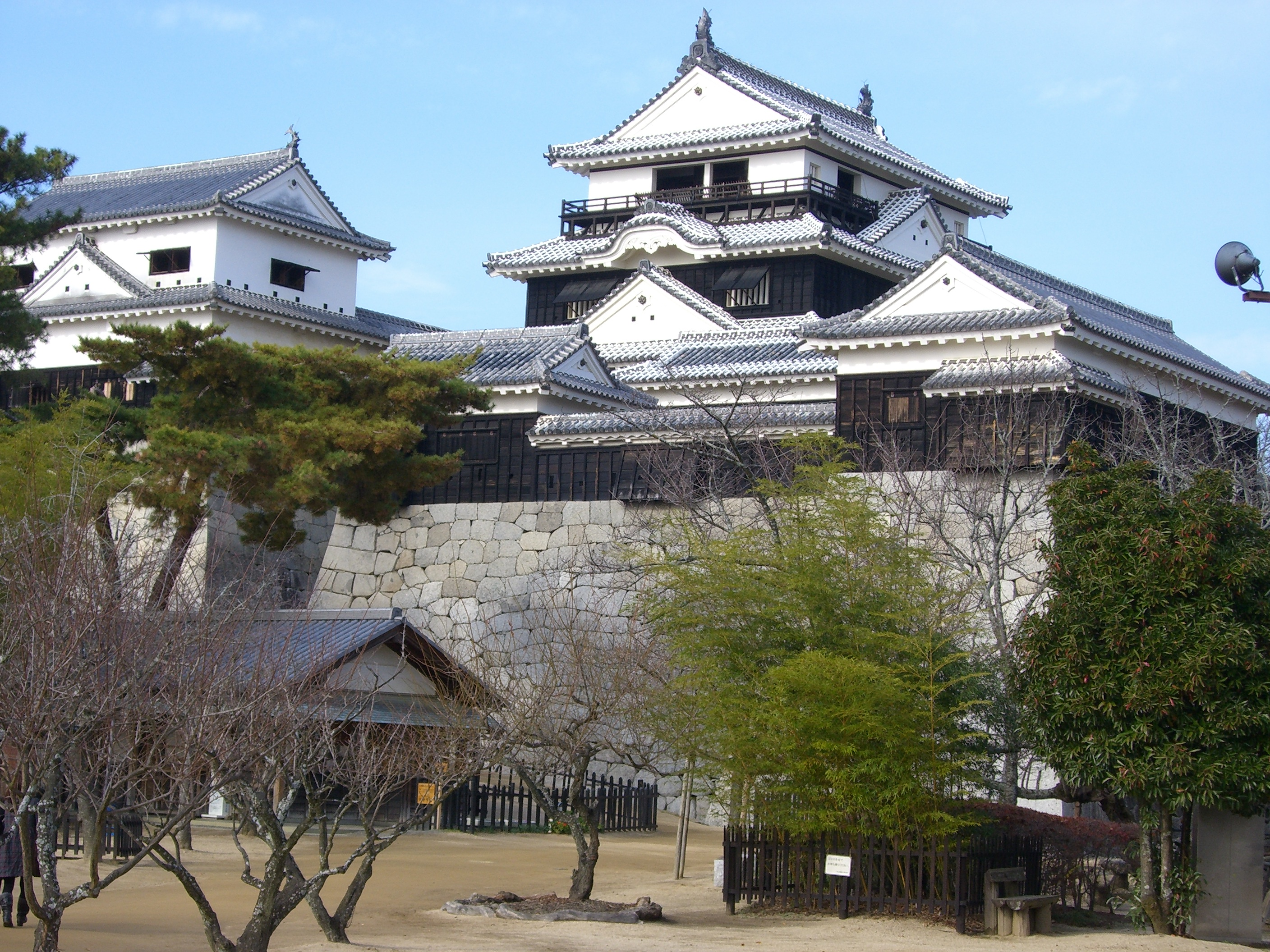
قلعه اربابی در ژاپن

فرمان یک ملک اربابی یک قلعه (به ژاپنی: 一国一城令 いっこくいちじょうれい) فرمانی بود که در (۷ اوت ۱۶۱۵) توسط شوگون‌سالاری توکوگاوا در اوایل دوره ادوصادر شد.
این فرمان توسط توکوگاوا هیده‌تادا صادر شد اما در واقع پیشنهاددهندهٔ آن توکوگاوا ایه‌یاسو اوگوشو یا شوگون بازنشسته بود. طبق این فرمان دایمیوی یک ولایت (بعدها نام آن به هان) تغییر پیدا کرد، فقط حق سکونت در یک قلعه ژاپنی را دارد و دیگر قلعه‌های متعلق به او باید متروک شوند.